# Tryphax
Tryphax is een geslacht van vlinders van de familie slakrupsvlinders (Limacodidae).

## Soorten
- T. cinerea (Holland, 1893)
- T. cinereus (Holland, 1893)
- T. expers Karsch, 1896
- T. incurvata West, 1940
- T. uelleburgensis Strand, 1913
- T. vigoratus Karsch, 1896